# Enrique Moreno Laval
Enrique Ramón Moreno Laval (Santiago, 2 de octubre de 1941-ibíd., 25 de febrero de 2018) fue un sacerdote chileno de la Congregación de los Sagrados Corazones, y periodista de la Pontificia Universidad Católica de Chile.

## Familia
Enrique Moreno Laval era hijo de Celso Moreno Correa y de Ema Laval Laval, fue el segundo de ocho hermanos. Entre sus hermanos están los periodistas María Eugenia Moreno Laval y Jaime Moreno Laval. Cursó sus estudios básicos y medios en el Colegio de los Sagrados Corazones de Santiago, entre los años 1948 y 1958.

## Carrera sacerdotal
Ingresó a la Congregación de los Sagrados Corazones desde 1960, siendo ordenado sacerdote el 29 de junio de 1968.

### Rol durante la dictadura militar
En 1973 luego de ayudar a unos perseguidos por la dictadura a asilarse fue detenido luego del Golpe militar. El 17 de octubre fue llevado prisionero al Estadio Nacional, principal recinto de detenidos políticos al inicio de la dictadura militar en Chile. Dicha experiencia se extendió hasta el día 2 de noviembre, llegando incluso a celebrar una misa junto a un grupo de presos políticos:

«Se trataba de un sacerdote joven […] que nos invitaba a reunirnos en torno a la palabra de Cristo. La misa fue celebrada en medio de la precariedad, pero todo era de una hermosura profunda. La prédica fue en un lenguaje que reconocía cercano. En ella no había resignación sino espada. Nos llamó a la unidad, nos dio fuerzas en el desamparo porque no estábamos solos. […] Dios estaba con nosotros y si moríamos nos encontraríamos con Él en la eternidad».
Jorge Montealegre, preso político en 1973.

En 1975 se tituló de periodista en la Pontificia Universidad Católica de Chile. Sus primeros años de ministerio sacerdotal los desempeñó en la Parroquia San Pedro y San Pablo ubicada en la comuna de La Granja en Santiago. Los siguientes 14 años trabajó en la Arquidiócesis de Concepción, donde además de su trabajo pastoral ejerció como periodista, fue asesor de la JOC arquidiocesana además de vicario de la Pastoral Obrera. También acompañó muy de cerca a la Agrupación de Familiares de Detenidos Desaparecidos de la Región. Fue en la ciudad de Concepción donde le correspondió asistir a Sebastián Acevedo, cuando recién se había encendido fuego frente a la Catedral de la ciudad, luego de exigir la liberación de sus hijos detenidos por la CNI.
En 2013 publicó el libro Mis días en el Estadio, donde relata su paso como preso político en el Estadio Nacional. El libro fue presentado en Santiago en el Museo de la Memoria y los Derechos Humanos y luego en la ciudad de Concepción, donde contó con la asistencia de monseñor Alejandro Goic Karmelic.

### Trabajo tras la dictadura
Entre 1987 y 1993 trabajó como superior provincial de su congregación. Luego, en el período 1994-2000, fue elegido como consejero general de la congregación, por lo cual se traslada a Roma. Entre junio de 2000 y octubre de 2006 es destinado nuevamente a la región del Biobío en Concepción, asumiendo, entre otras labores, la de presidir la Fundación del Colegio de los Sagrados Corazones de Concepción. Desde fines de 2006 hasta noviembre de 2012 se desempeñó como formador de la Comunidad Interprovincial de Profesos. Paralelamente entre los años 2006 y 2007 colabora en las actividades pastorales en la Parroquia de la Anunciación.
En 2008 regresó a la parroquia San Pedro y San Pablo como párroco solidario, función que desempeña hasta diciembre de 2012 cuando es nombrado formador de la casa de profesos de la Provincia de Japón-Filipinas con sede en Manila. Fue en estos años cuando retomando su labor de periodista realizó dos libros que relatan la vida y obra de dos sacerdotes de la congregación: conversaciones con el padre Esteban Gumucio y luego con el padre Ronaldo Muñoz, con ambos compañeros de comunidad y de trabajo en la parroquia San Pedro y San Pablo. En 2017 fundó una comunidad religiosa en Diego de Almagro, en la diócesis de Copiapó, donde estuvo a cargo de la parroquia Espíritu Santo. En 2018 se encontraba asumiendo nuevamente la parroquia San Pedro y San Pablo, lugar donde descansan los restos de Esteban Gumucio, de cuya causa de beatificación fue el vicepostulador. Ese mismo año cumpliría 50 años de sacerdote; estas fueron sus palabras de agradecimiento:

«Tomando una expresión muy propia del papa Francisco, me nace decir que lo que más agradezco en estos 50 años de sacerdocio es “haber sido tratado con misericordia”. Y no es solo una frase bonita. Es una realidad, y muy profunda. Dios lo sabe. Enseguida, agradezco haber vivido este ministerio junto a tanta gente en estrecha solidaridad y comunión: con mi familia de origen, con mi congregación, con cada Iglesia local donde he servido; y con tantos hermanos y hermanas laicos que le han dado sentido a mi ministerio, apoyándolo, desafiándolo, perdonando sus deficiencias y estimulando siempre la fidelidad a lo prometido. Con los años, Jesús se me ha hecho cada vez más esencial, y no quisiera otra cosa que hablar de él hasta el fin de mis días. ¿Cómo no estar agradecido?»
Enrique Moreno Laval

## Muerte
En febrero de 2018, mientras realizaba un retiro con las religiosas del Sagrado Corazón de Ecuador, sufrió un accidente cerebrovascular y falleció en Quito.
El viernes 2 de marzo fue despedido en una misa que, debido a la gran cantidad de gente que asistió, se debió desarrollar en las afueras de la parroquias San Pedro y San Pablo. La ceremonia fue presidida por el provincial de la Congregación de los Sagrados Corazones, René Cabezón. Luego de la misa dieron su testimonio María Eugenia Moreno Laval, hermana de Enrique, y Candelaria Acevedo, hija de Sebastián Acevedo, quien dijo: «No he querido faltar a la despedida de un amigo que lo conocí cuando mi padre al tratar de buscarnos, nadie le daba respuestas recorriendo comisarías y retenes... pero ahí estaba Enrique, tendiéndole una mano a mi padre y a mi madre, dándole consuelo, fe y esperanza en que podía encontrarnos».

## Libros publicados
- Mis días en el estadio. Ediciones Sagrado Corazón, 2013.
- Pablo Fontaine, ss.cc.: un soplo de evangelio. Ediciones Sagrado Corazón, 2012.
- Nuestro padre: conversaciones con Esteban Gumucio. Ediciones Sagrado Corazón, 2009.
- Conversaciones con Ronaldo Muñoz. Ediciones Sagrado Corazón, 2010.